# Heinkel He 45
El Heinkel He 45 fue un biplaza de reconocimiento y bombardeo ligero producido en Alemania a principios de los años 30 del siglo XX, siendo uno de los primeros aviones adoptados por la recién formada Luftwaffe. 

## Diseño y desarrollo
Su configuración era la de un biplano convencional e incluía asientos para el piloto y un artillero colocados en sendas cabinas abiertas en tándem. Desarrollado en paralelo con el He 46, realizó su primer vuelo en 1932 como un biplano de propósito general, y fue empleado principalmente como avión de entrenamiento, aunque también fue usado ocasionalmente por la Luftwaffe para realizar misiones de reconocimiento y bombardeo ligero. 
La producción total de este avión fue de 509 ejemplares, incluyendo los aproximadamente 440 fabricados bajo licencia por Gotha, Focke-Wulf y BFW.
Seis He 45c fueron enviados a finales de 1936 al Aufklärugsstaffel A/88 de la Legión Cóndor, que operaron durante la guerra civil española, hasta su sustitución por Henschel Hs 126A en 1938. El grupo español 6-G-15 utilizó 40 He 45c, a los que se apodaba Pavos.
Además de las variantes indicadas más abajo, en 1934 se produjeron cuatro unidades experimentales, los He 45 matriculados D-ITIN, D-ITZA, D-IZEO y D-IVAZ, propulsados por el motor Daimler-Benz DB 600 y hélice de mayor tamaño.

## Variantes
He 45a
Primer prototipo, propulsado por un motor lineal BMW VI 7.3z.
He 45b
Segundo prototipo, equipado con una hélice cuatripala.
He 45c
Tercer prototipo, armado con una ametralladora MG 17 de 7,92 mm de tiro frontal y otra MG 15, también de 7,92 mm, en la cabina trasera.
He 45A
Primera versión de serie.
He 45A-1
Versión de entrenamiento avanzado.
He 45A-2
Versión de reconocimiento.
He 45B
Versión de producción mejorada.
He 45B-1
Versión de reconocimiento, armada con una ametralladora de 7,92 mm.
He 45B-2
Capaz de transportar una carga de bombas de 100 kg.
He 45C
Versión de producción del He 45c con alerones solo en el plano inferior.
He 45D
Versión ligeramente mejorada. Similar al He 45C.
HD 61a
Versión de reconocimiento del He 45C para China, propulsada por un motor lineal BMW VI de 492 kW (660 hp).

## Operadores
Alemania
- Luftwaffe

 Bulgaria
- Fuerza Aérea de Bulgaria

 República de China
- Un único HD 61a fue probado, estrellándose el 22 de agosto de 1931.[1]

 España
- Ejército del Aire

 Hungría
- Real Fuerza Aérea Húngara: operó un único He 45C.[2]

## Especificaciones (He 45C)
Referencia datos: Enciclopedia Ilustrada de la Aviación Vol 9 pag 2135)

### Características generales
- Tripulación: Dos
- Longitud: 10,2 m (33,5 ft)
- Envergadura: 11,1/10 m
- Altura: 3,3 m (10,8 ft)
- Superficie alar: 34,3 m² (368,7 ft²)
- Peso vacío: 2105 kg (4639,4 lb)
- Peso máximo al despegue: 2700 kg (5950,8 lb)
- Planta motriz: 1× motor lineal V12 refrigerado por agua BMW VI-J32.
  - Potencia: 550 kW (758 HP; 748 CV)
- Hélices: 1× Bipala de paso fijo por motor.

### Rendimiento
- Velocidad máxima operativa (Vno): 290 km/h (180 MPH; 157 kt)
- Velocidad crucero (Vc): 220 km/h (137 MPH; 119 kt)
- Alcance: 1200 km (648 nmi; 746 mi)
- Techo de vuelo: 5400 m (17 717 ft)

### Armamento
- Ametralladoras: 

  - 1x MG 17 de 7,92 mm de fuego frontal
  - 1x MG 15 de 7,92 mm flexible en cabina trasera
- Bombas: 300 kg

## Aeronaves relacionadas

### Secuencias de designación
- Secuencia HD _ (interna de Heinkel para biplanos, antes de 1933): ← HD 42 - HD 43 - HD 44 - HD 45 - HD 46 - HD 49 - HD 50 -- HD 56 - HD 59 - HD 60 - HD 61 - HD 62 - HD 63 - HD 66
- Secuencia He _ (designaciones del RLM para Heinkel): He 45 - He 46 - He 47 - He 49 →
- Secuencia Numérica (designaciones del RLM 1933-1945): ← Fw 42/He 42 - Fw 43 - Fw 44 - He 45 - He 46/Ju 46 - Fw 47/He 47 - Ju 48 -- Fw 58/He 58 - He 59 - He 60/Ju 60 - Fa 61/Fw 61/He 61 - Fw 62/He 62 - 8-63/He 63 - Ar 64/He 64 →
- Secuencia Numérica (Aeronaves del Ejército del Aire español (1939-1945)): ← 11 - 12 - 14 - 15 - 16 - 16W - 17 →
- Secuencia A._ (Aeronaves de Asalto del Ejército del Aire español (1945-1954)): A.1 - A.2 - A.3 - A.4